# Ислам в Тамбовской области

## История
Первые мусульмане на территории Тамбовской земли появляются ещё до монгольского нашествия на Русь. Об этом свидетельствуют найденные на территории области памятники, относящиеся к мордовскому народу, которые имеют множество артефактов мусульманского (среднеазиатского и родственного салтовским) происхождения. Ряд исследователей, такие как Н. Ф. Мокшин, отмечают контакты мордвы с принимающими ислам кипчаками.
Во времена существования Золотой орды на территории Тамбовщины ислам исповедовали татары. С XVI века начинается процесс крещения и обращения татар в христианство. После 1789 года мусульмане Тамбовской земли подчинялись учреждённому Оренбургскому магометанскому духовному собранию.
По состоянию на 1833 году в Тамбовской земле насчитывалось 19 мечетей. В XIX веке жизнь тамбовских татар протекала относительно спокойно, если не считать случаи отпадения новокрещённых татар от христианства и обращения их обратно в ислам, которые приобрели массовый характер в 1840-е года. В этих происшествиях считались виновными мусульманское духовенство и деятельность мечетей, однако современные исследователи считают, что основной причиной отпадения от христианства являлась слабая пастырская работа среди православных татар или полное её отсутствие. Крещённые татары испытывали трудности как в местах компактного проживания, где татары-мусульмане их считали изгоями, так и среди русских, для которых они оставались чужаками, несмотря на крещение. О жизни мусульман в дореволюционном Тамбове ничего неизвестно, однако судя по мусульманским захоронениям на Петропавловском кладбище, которые датируются по надписям на могильных камнях как минимум, с кон. XIX в., можно говорить о существовании здесь устойчивой уммы как минимум с кон. XIX в.
Согласно данным переписи населения в 1897 году мусульман в Тамбовской губернии насчитывалось 16994 человека (0,63 % населения). В начале 20 века в татарских сёлах Тамбовщины действовали 29 мечетей и 31 мусульманская школа (мектебе), где обучались 2084 человека. После царского указа 17 апреля 1905, касающегося веротерпимости, значительно повысилась гражданская активность мусульман Тамбовщины. До 1914 в губернии действовали 3 мусульманских благотворительных общества: Нижне-Пишляевское Темниковского уезда, Азеевское и Бастановское Елатомского уезда.

## Религиозные сооружения
- Мечеть в селе Энгуразово Тамбовской области